# Ilaria Bombelli
Ilaria Bombelli (Roma, 23 aprile 1993) è una ginnasta italiana, capitano della Olos Gym 2000 e specializzata nelle parallele asimmetriche.

## Carriera
Ilaria inizia a praticare ginnastica artistica all'età di 6 anni grazie ad una compagna di classe che già praticava questo sport. Inizia le prime gare e i primi allenamenti, passando l'anno seguente nella squadra agonistica.
Nel 2003 viene convocata al Centro Tecnico di preparazione olimpica dell'Acqua Acetosa, dove tuttora si allena. Nel 2006 passa in prestito alla Ginnastica Romana; nel 2007 alla Artistica '81. Nel 2008 insieme a Chiara Gandolfi e Giorgia Campana, partendo dalla Serie B, conquista, con la Olos Gym di Roma, la Serie A2, e l'anno seguente la Serie A1.

### 2010: Prima esperienza in maglia azzurra
Dopo una partecipazione ai Campionati Assoluti 2010, in cui riesce a conquistare anche la finale alle parallele, Ilaria esordisce in maglia azzurra il 2 ottobre a Mortara, nell'incontro internazionale tra Italia, Belgio, Israele, Paesi Bassi e Spagna; con la squadra si classifica al 1º posto. Una settimana più tardi partecipa al torneo internazionale di Schiltigheim, e si classifica al 5º posto. L'anno si conclude con la vittorie del campionato italiano seniores di categoria.

### 2011-2012
Nel 2011 torna a vestire la maglia azzurra prendendo parte al Trofeo Città di Jesolo: la squadra italiana si classifica al 2º posto. Dopo gli Assoluti 2011 Ilaria subisce un grave infortunio alla spalla, e a distanza di pochi mesi si sottopone ad un intervento chirurgico che la tiene lontana dai campi di gara per circa 6 mesi. A marzo 2012 torna alle competizioni e ,seppur non ancora in ottima forma, partecipa al Campionato di Serie A1 dove con la sua Olos Gym 2000 chiude in 5ª posizione.

### 2013: Serie A1 e sospensione antidoping
Dopo 4 anni dalla conquista della A1, la Olos Gym 2000, capitanata da Ilaria e composta da Chiara Gandolfi, Giorgia Campana e Giorgia Morera, conquista il primo podio della massima Serie.
Al termine dell'ultima gara di Serie A1 2013, a Firenze, Ilaria è sottoposta ad un controllo antidoping; nelle sue urine viene riscontrata una sostanza illecita, il clostebol. Tale sostanza era contenuta, a sua insaputa, in uno spray cicatrizzante utilizzato il giorno prima della gara. Inizia un iter giudiziario di due mesi, che si chiude il 27 giugno, con il riconoscimento in capo ad Ilaria di una "colpa non significativa", con conseguente riduzione della squalifica da 2 anni ad 1 anno meno 1 giorno (fino al 5 aprile 2014), e l'annullamento delle "spese di lite" che normalmente vengono addebitate.

### 2014: ritorno alle competizioni
La Bombelli ritorna a gareggiare il 4 maggio, in prestito alla Gin Civitavecchia in serie B, ed ottiene 10,500 punti alle parallele, 12,850 alla trave e 12,400 al corpo libero. La squadra si ferma al quarto posto e non riesce a conquistare la promozione in serie A2. A settembre torna a gareggiare con la Olos Gym, alla prima edizione della Golden League.

## Televisione e spettacolo
Nel dicembre 2012 partecipa a Superbrain - Le supermenti, show di Rai 1 condotto da Paola Perego. Ilaria si esibisce in una prova che unisce memoria e abilità fisica: per sessanta secondi ha scrutato attentamente e cercato di memorizzare i laser che attraversavano un labirinto. Poi vi è entrata bendata, con l'obiettivo di superarli tutti e arrivare al traguardo potendone toccare solo uno. Supera la prima prova, piazzandosi seconda nella finale a 3 in base ai voti del pubblico.